# Filmes de 1947 da Monogram Pictures

## Filmes do ano
| Título                      | Estrelado por     | Dirigido por      | Gênero       |
| --------------------------- | ----------------- | ----------------- | ------------ |
| Bowery Buckaroos            | The Bowery Boys   | William Beaudine  | Comédia      |
| Code of the Saddle          | Johnny Mack Brown | Thomas Carr       | Faroeste     |
| Fall Guy                    | Clifford Penn     | Reginald LeBorg   | Suspense     |
| Flashing Guns               | Johnny Mack Brown | Lambert Hillyer   | Faroeste     |
| Ginger                      | Frank Albertson   | Oliver Drake      | Drama        |
| Gun Talk                    | Johnny Mack Brown | Lambert Hillyer   | Faroeste     |
| Hard Boiled Mahoney         | The Bowery Boys   | William Beaudine  | Comédia      |
| High Conquest               | Anna Lee          | Irving Allen      | Drama        |
| High Tide                   | Lee Tracy         | John Reinhardt    | Suspense     |
| Jiggs and Maggie in Society | Joe Yule          | Eddie Cline       | Comédia      |
| Joe Palooka in the Knockout | Joe Kirkwood      | Reginald LeBorg   | Comédia      |
| Kilroy Was Here             | Jackie Cooper     | Phil Karlson      | Comédia      |
| King of the Bandits         | Gilbert Roland    | Christy Cabanne   | Faroeste     |
| Land of the Lawless         | Johnny Mack Brown | Lambert Hillyer   | Faroeste     |
| Louisiana                   | Jimmie Davis      | Phil Karlson      | Drama        |
| News Hounds                 | The Bowery Boys   | William Beaudine  | Comédia      |
| Prairie Express             | Johnny Mack Brown | Lambert Hillyer   | Faroeste     |
| Raiders of the South        | Johnny Mack Brown | Lambert Hillyer   | Faroeste     |
| Rainbow Over the Rockies    | Jimmy Wakely      | Oliver Drake      | Faroeste     |
| Ridin’ Down the Trail       | Jimmy Wakely      | Howard Bretherton | Faroeste     |
| Riding the California Trail | Gilbert Roland    | William Nigh      | Faroeste     |
| Robin Hood of Monterey      | Gilbert Roland    | Christy Cabanne   | Faroeste     |
| Sarge Goes to College       | The Teen Agers    | Will Jason        | Musical      |
| Six Gun Serenade            | Jimmy Wakely      | Ford Beebe        | Faroeste     |
| Song of the Wasteland       | Jimmy Wakely      | Thomas Carr       | Faroeste     |
| The Chinese Ring            | Roland Winters    | William Beaudine  | Suspense     |
| The Guilty                  | Bonita Granville  | John Reinhardt    | Suspense     |
| The Law Comes to Gunsight   | Johnny Mack Brown | Lambert Hillyer   | Faroeste     |
| Thunderbolt                 |                   | William Wyler     | Documentário |
| Trailing Danger             | Johnny Mack Brown | Lambert Hillyer   | Faroeste     |
| Vacation Days               | The Teen Agers    | Arthur Dreifuss   | Comédia      |
| Valley of Fear              | Johnny Mack Brown | Lambert Hillyer   | Faroeste     |
| Violence                    | Nancy Coleman     | Jack Bernhard     | Suspense     |

## Galeria

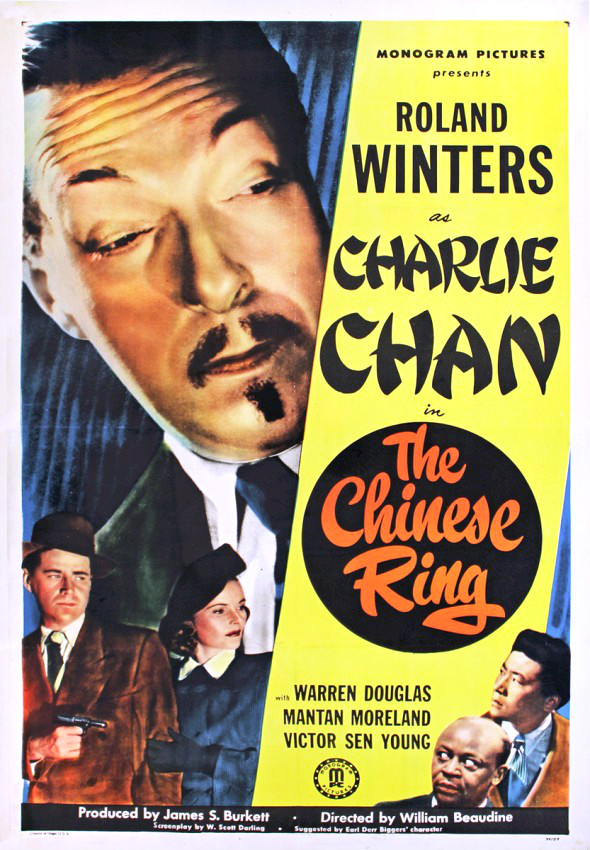
Primeiro filme em que Charlie Chan foi interpretado por Roland Winters.
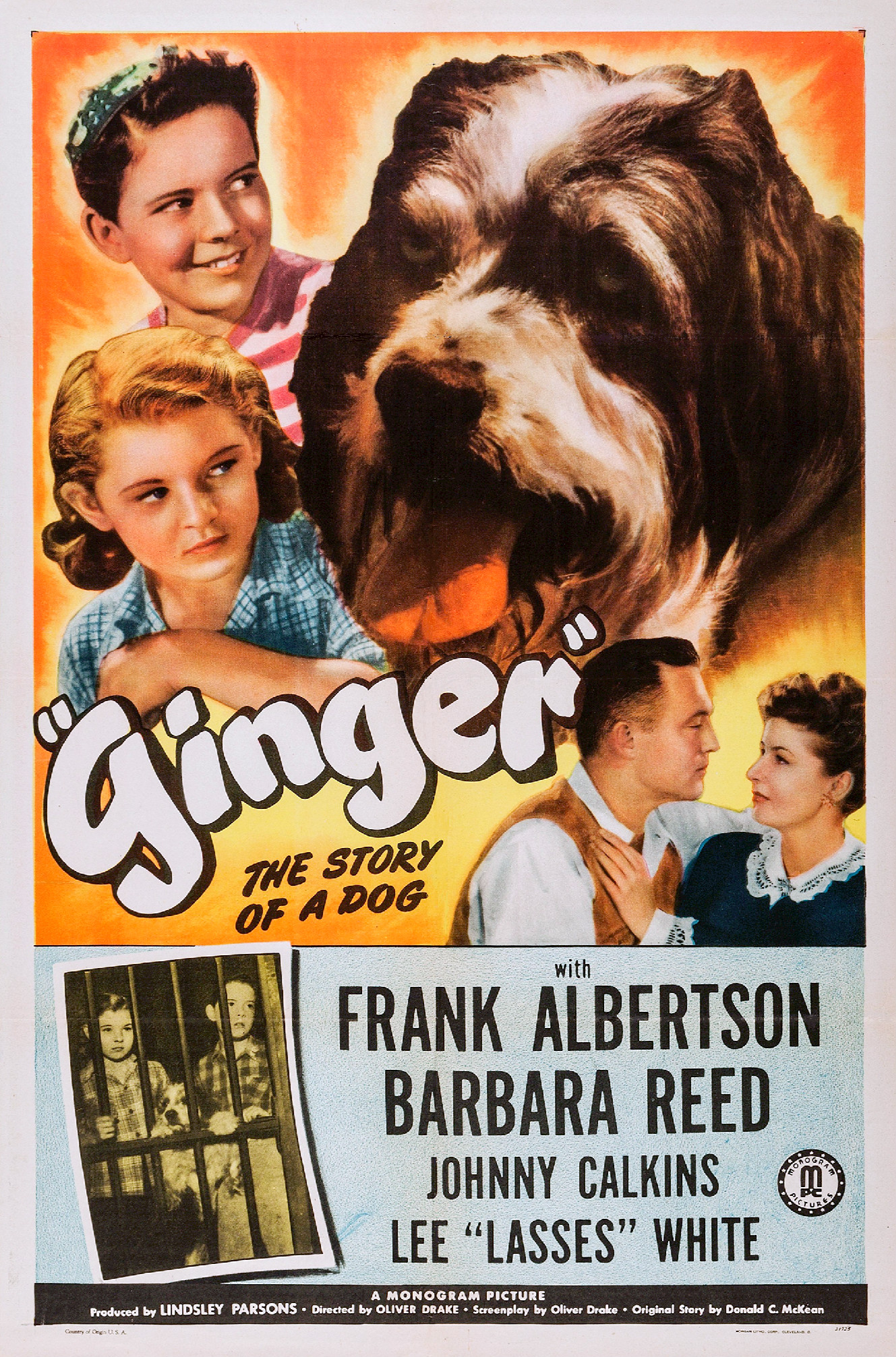
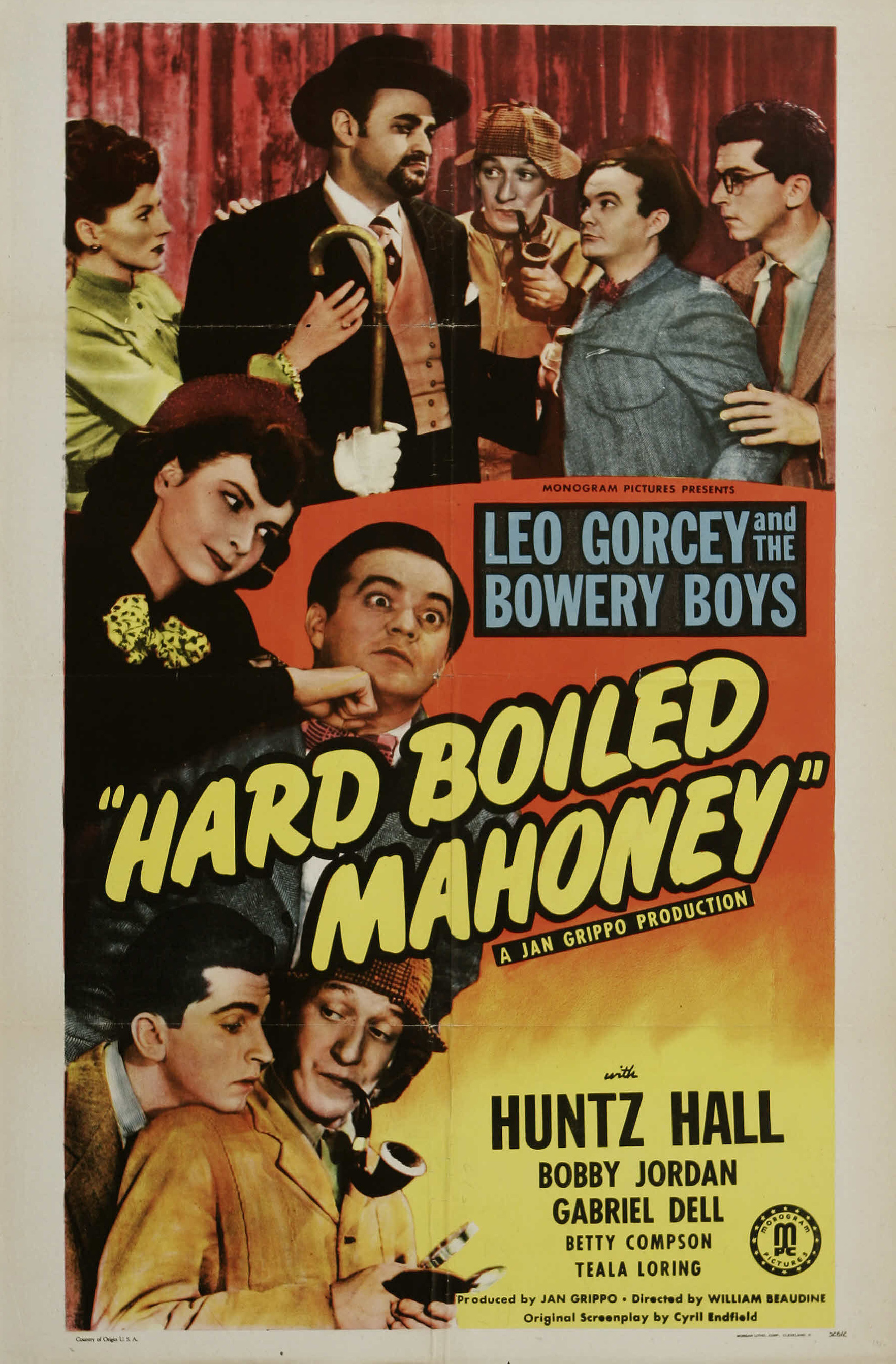